# Serious Sam: The Random Encounter
Serious Sam: The Random Encounter – komputerowa gra fabularna wyprodukowana przez holenderską firmę Vlambeer oraz wydana przez Devolver Digital 24 października 2011 roku na komputery osobiste. Jest to spin-off serii Serious Sam.

## Tło
Serious Sam: The Random Encounter został stworzony w ramach programu Croteam i Devolver Digital, które chciały wspomóc wydawnictwo najlepszych niezależnych gier osadzonych w świecie Serious Sam.

## Fabuła
Akcja gry toczy się po wydarzeniach z gry Serious Sam: Pierwsze starcie, w której Samowi nie udało się zniszczyć wszystkich przeciwników. Jego kolejnym zadaniem jest ponowne wyruszenie w przyszłość w celu zniszczenia Mentala. Główny bohater gry i dwójka jego pomocników stali się ofiarą planu Ugh-Zana.

## Rozgrywka
W Serious Sam: The Random Encounter kampania główna została podzielona na trzy rozdziały, na które składają się trzy poziomy. Gra oferuje również tryb Endless Mode (tryb gry bez zakończenia).
Gracz kieruje drużyną bohaterów, którzy w każdej chwili mogą napotkać na wielu przeciwników. Bitwy zostały podzielone na naprzemienne sekwencje; pierwszą z nich jest etap przygotowania (podczas którego gracz może np. dokonać wyboru broni), drugą 5 sekund walki. Podczas gdy gracz eliminuje przeciwników, pasek wyświetlający postęp bohaterów napełnia się. Gdy pasek zostanie wypełniony, bohaterowie otrzymują nową broń lub uzupełniają swoje siły.
Oprawa audiowizualna gry jest rozpikselowana i utrzymana w stylu retro.